# 레이디 M
레이디 M(Lady M)은 미국 뉴욕시에서 2001년에 세워진 럭셔리 제과 브랜드로 밀레 크레페 케이크(Mille Crepes Cake)로 유명하다. 세계적으로 부티크 50곳 이상을 운영한다.

## 역사
레이디 M의 창립자 중 한 명인 에미 와다(Emi Wada)는 밀레 크레페 케이크를 개발하여 일본에서 1985년부터 페이퍼 문 케이크(Paper Moon Cake) 부티크에서 팔기 시작했다.
2001년에 와다는 뉴욕시의 호텔과 식당에 케이크를 배달하는 도매 사업체로서 레이디 M을 창립했다. 2004년에 레이디 M 케이크가 큰 인기를 얻게 되어 맨해튼 어퍼이스트사이드에 지점을 내기로 결정한다. 와다는 훗날 일본에서의 사업에 집중하기 위해 레이디 M 소유권을 포기했다.
현재 CEO인 켄 로마니신(Ken Romaniszyn)은 2008년에 합류했고 온라인 쇼핑의 성장을 예견했다.
홍콩과 대만에서 성공한 후 레이디 M은 상하이에 중화인민공화국 본토 첫 부티크를 2017년에 개설했다. 이후 수 년 간 중화인민공화국에서 지점을 급격히 확대했지만 중화인민공화국내 모든 지점을 2022년에 폐쇄할 것을 밝혔다.
2021년에 레이디 M은 싱가포르 ION 오차드 몰에 있는 부티크에 첫 샴페인 바를 개장했다.

## 지점
2023년 현재 운영되는 지점은 다음과 같다.

### 아시아
싱가포르 (5)
홍콩 (7)
마카오 (2)
대만
- 타이중 (1)
- 타이베이 (3)
- 신주 (1)[1]

### 미국
- 워싱턴주 킹군 벨뷰 (1)
- 캘리포니아주 로스앤젤레스군 로스앤젤레스 (1)
- 캘리포니아주 로스앤젤레스군 아케이디아 (1)
- 캘리포니아주 오렌지군 어바인 (1)
- 캘리포니아주 샌타클래라군 새너제이 (1)
- 캘리포니아주 샌타클래라군 로스앨토스 (1)
- 캘리포니아주 샌디에고군 샌디에고 (1)
- 텍사스주 휴스턴 (1)
- 일리노이주 시카고 (1)
- 뉴욕주 뉴욕시 (6)
- 뉴욕주 우드베리 (1)
- 매사추세츠주 보스턴 (1)
- 뉴저지주 버건군 이스트러더퍼드 (1)
- 워싱턴DC (1)